# Joey Cora
Joey Cora, né le 14 mai 1965 à Caguas (Porto Rico), est un joueur portoricain de baseball évoluant en Ligue majeure de baseball de 1987 à 1998.
Comme joueur, il compte une sélection au match des étoiles (1997). Il est instructeur chez les White Sox de Chicago, les Marlins de Miami et les Pirates de Pittsburgh après sa carrière de joueur.

## Carrière

### Joueur
Après des études secondaires à la Bautista High School de Caguas (Porto Rico), Joey Cora suit des études supérieures à l'Université Vanderbilt.
Il est repêché le 3 juin 1985 par les Padres de San Diego au premier tour de sélection (23e choix).
Après un court apprentissage en Ligues mineures, Cora fait ses débuts en Ligue majeure le 6 avril 1987.
Il est transféré le 31 mars 1991 aux White Sox de Chicago à la suite d'un échange impliquant plusieurs joueurs.
Devenu agent libre après la saison 1994, il signe pour deux saisons chez les Mariners de Seattle le 6 avril 1995. De 2 au 29 mai 1997, Cora réussit une série de 24 matches consécutifs avec au moins un coup sûr. C'est alors un record pour la franchise des Mariners. Très populaire parmi les fans des Mariners, « Little Joey » honore une sélection au match des étoiles en juillet 1997.
Cora prolonge d'une saison son séjour à Seattle en novembre 1997, mais il est échangé aux Indians de Cleveland le 31 août 1998 contre David Bell.

### Entraîneur
Cora commence sa carrière d'entraîneur au sein de l'organisation des Cubs de Chicago (2000) comme manager à Daytona en Ligues mineures. Il passe ensuite chez les Mets de New York (2001-2002) puis les Expos de Montréal (2003), toujours comme manager de formations de Ligues mineures.
Joey Cora rejoint les White Sox de Chicago en 2004 où il occupe le poste d'instructeur au troisième but en Ligue majeure de jusqu'en 2006. Il participe à la victoire des Sox en Série mondiale 2005.
Cora devient instructeur de banc chez les White Sox en 2007. Il quitte les White Sox en même temps que le manager Ozzie Guillén à la fin de la saison 2011. Lorsque Guillén annonce, quelques jours avant la fin de la saison 2012, qu'il signe un contrat avec les Marlins de Miami, les White Sox annoncent à Cora qu'il assurera l'intérim pour les deux derniers matchs de l'année. Ceci ne se produit pas puisque le club l'informe par message texte qu'il est en fait congédié.
Joey Cora suit Ozzie Guillén chez les Marlins de Miami, où il est instructeur de banc en 2012. Lorsque Guillén est suspendu pour 5 parties du 11 au 15 avril, c'est Cora qui dirige l'équipe, qui remporte alors deux victoires contre trois défaites. L'aventure prend fin le 23 octobre 2012, quelques semaines après la fin d'une décevante saison pour la franchise, lorsque Guillén et plusieurs instructeurs, dont Cora, sont congédiés.